# Oude Rooms Katholieke Ziekenhuis
Das Oude Rooms Katholieke Ziekenhuis (deutsch Altes Römisch-Katholisches Krankenhaus), kurz ORKZ, ist ein ehemaliges Krankenhaus im niederländischen Groningen, das 1979 von Hausbesetzern eingenommen wurde. Es war bis zu seiner Legalisierung, die 1985 erfolgte, das größte besetzte Gebäude der Niederlande.

## Geschichte

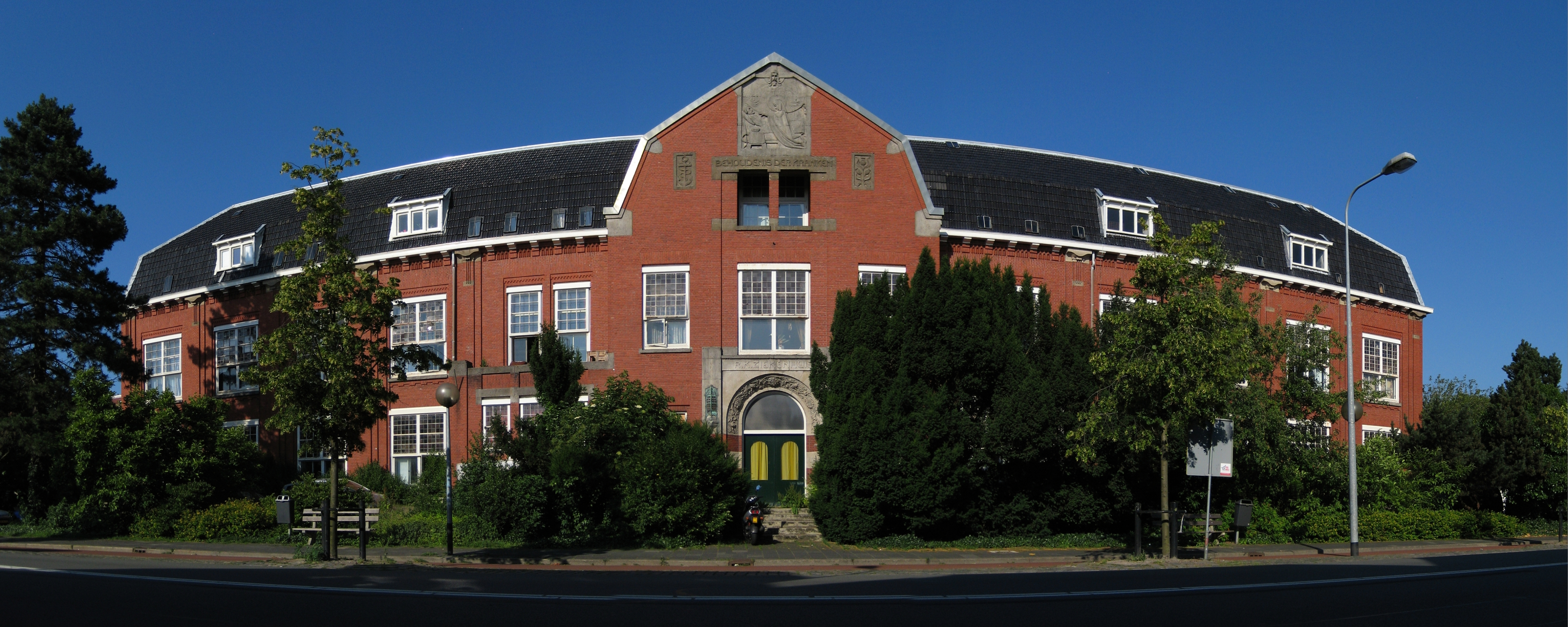
Frontansicht 2009

Das seit 1887 an der Oude Sint Jansstraat bestehende Rooms Katholieke Ziekenhuis der Stiftung Stichting Onze Lieve Vrouwen Behoudenis der Kranken wurde 1925 in den Groninger Stadtteil Helpman an die Emmastraat in ein neues Gebäude verlegt. Das Krankenhaus hatte anfangs vier Abteilungen, welche in den folgenden Jahren um sechs weitere vergrößert wurden, außerdem wurde ein Schwesternwohnheim angebaut. Trotzdem erreichte die Aufnahmekapazität bald ihre Grenze, so dass im Jahr 1968 der Neubau des Krankenhauses an anderer Stelle (an der Van Swietenlaan) beschlossen wurde. 1979 wurde das neue RKZ fertiggestellt (heute Martini Ziekenhuis), das alte Gebäude stand nach dem Umzug leer. Die Gemeinde Groningen entschied sich – nach Übereinkunft mit einem Unternehmer – für den Abriss des alten Krankenhauses, um auf dem Gelände anschließend luxuriöse Eigentumswohnungen zu bauen.
Daraufhin taten sich Menschen aus verschiedenen Gruppierungen zusammen, darunter Mitglieder des Groninger Studentenbundes, Anhängern von Linksparteien sowie der schon bestehenden Kraakorganisatie Groningen (KOG), die diese Pläne in Zeiten von Wohnungsnot vereitelten: In der Nacht vom 2. auf den 3. September 1979 meldeten sich zwei Personen beim Nachtportier, der das leere Krankenhaus bewachte, und lockten ihn vom Eingang weg. Ungefähr hundert krakers (niederländische Bezeichnung für Hausbesetzer) nahmen daraufhin Besitz von dem großen Gebäudekomplex.
Die eigentlich als vorübergehend geplante Besetzung wurde zur dauerhaften Einrichtung, obwohl immer Unsicherheit über die zukünftige Entwicklung bestand, besonders als die Gemeinde Groningen 1981 das ehemalige Krankenhaus von der Stiftung erwarb. Aber 1985 erklärte Staatssekretär Brokx das inzwischen Oude RKZ genannte Gebäude für legal bewohnt. Er stimmte nach Diskussion mit den Besetzern einer Selbstverwaltung zu, zeitlich aber begrenzt für fünf Jahre im Sinne eines Experiments. Nach Ablauf dieser Frist befanden aber alle Entscheidungsträger nach eingehender Evaluation den Versuch als geglückt und sprachen sich für den Weiterbestand des Wohnkollektivs aus.

## Gegenwärtiger Zustand
Das ORKZ wird von seinen Bewohnern selbst verwaltet und unterhalten, sie sind gleichzeitig Mieter und Vermieter, die sich in der „Kooperativen Vereinigung De Koevoet“ zusammengeschlossen haben. Die Bewohnervereinigung mietet das Haus in seiner Gesamtheit von der Wohnbauvereinigung der Gemeinde Groningen, die den Komplex in Erbpacht hat. Diese Regelung stammt noch aus der Zeit der Legalisierungs-Verhandlungen, um rechtliche Handhabe gegenüber den Besetzern zu behalten, falls diese sich nicht an die Vereinbarungen gehalten hätten.
Wer dort wohnen möchte, muss sich zunächst bei einer „Einführungs-Kommission“ einschreiben und – in einer Art Bewerbungsbrief – sich selbst, seine Beweggründe und seine Vorlieben vorstellen; über den jeweiligen Wohnungsanwärter entscheidet dann die Abteilung, in der ein Zimmer frei geworden ist. Ein Teil der Miete wird durch Mitarbeit abgeleistet, beispielsweise bei der Instandhaltung oder dem Organisieren kultureller Veranstaltungen.
Im ORKZ leben etwa 260 Menschen in 232 Wohneinheiten. Räume, die zum Wohnen weniger geeignet sind (zum Beispiel die ehemaligen Operationssäle oder Kellerräume), dienen als Übungsräume,  Ateliers oder Werkstätten. Des Weiteren befinden sich in dem Gebäudekomplex ein Programmkino, Tagescafé, Restaurant, Ausstellungsraum, Konzertsaal und eine Bar. Alle Einrichtungen werden von den Bewohnern selbst bewirtschaftet. Warmwasser, Zentralheizung und Elektrizität sind vorhanden und werden von einem eigenen Technischen Dienst gewartet.